# Caffrolix langfordi
Caffrolix langfordi är en insektsart som beskrevs av Davies 1988. Caffrolix langfordi ingår i släktet Caffrolix och familjen dvärgstritar. Inga underarter finns listade i Catalogue of Life.